# Rhomboptila simplicimargo
Rhomboptila simplicimargo är en fjärilsart som beskrevs av Paul Dognin 1910. Rhomboptila simplicimargo ingår i släktet Rhomboptila och familjen mätare. Inga underarter finns listade.